# Superhuman Samurai Syber Squad
Superhuman Samurai Syber Squad é uma série de TV norte-americana. Era distribuída pela Tsuburaya Productions, Ultracom, DIC Entertainment, e All-American Television, teve 2 temporadas entre 12 de setembro de 1994 até 15 de julho de 1996 na ABC americana e também foi transmitido no Brasil. Era uma adaptação da série japonesa Denkou Choujin Gridman que foi produzida pela Tsuburaya Productions.
Superhuman Samurai Syber-Squad foi transmitida no Brasil como uma tentativa de concorrer com os Mighty Morphin' Power Rangers.

## História
O estudante do ensino médio Sam Collins é o líder da banda Team Samurai. Durante uma sessão de gravação, Sam é sugado pela tela do computador por um súbito poder e desaparece, apenas para reaparecer segundos depois com um estranho dispositivo ligado ao seu pulso (que está na hora irremovível). Mais tarde, depois de seus amigos Amp, Sydney e Tanker, um de seus programas de vídeo-game dublados, "Servo", é sujeito a um aumento súbito de poder e o raio suga Sam novamente. Desta vez, o raio puxa-o para o mundo digital e transforma-o em sua criação. Como Servo, ele anda pelo mundo digital e enfrenta os Monstros "Megavírus".
Entretanto, Malcolm Frink, outro aluno de escola do Sam, está projetando monstros em seu computador doméstico quando Kilokahn (uma Inteligência Artificial militar que fugiu, presumivelmente morta) surge e visita Malcolm através de computador. Kilokahn faz um acordo com Malcolm e transforma seus monstros digitais em um monstro Megavirus que não só é capaz de corromper eletrônicos, mas também é capaz de influenciar o mundo real.
Sam, agora como Servo, deve entrar no mundo digital e parar os Megavírus. Às vezes, quando Servo é incapaz de lidar com um vírus por si próprio, ele apela à ajuda dos seus amigos usando seu programa Arsenal. O Arsenal pode combater o vírus sozinho, transformar (com a ajuda de outros programas) e anexar ao Servo como armadura. A Equipe Samurai consiste de 3 pessoas (excluindo Sam), com 3 veículos disponíveis. Quando Servo relaciona-se com estes programas como armadura, ele mudou seu nome para o "Phormo" ou "Syncro" (quando combinado com Drago ou Xenon, respectivamente).

## Personagens

### Time Samurai
- Sam Collins - A estrela da série, retratado por Matthew Lawrence. Ele é o líder e guitarrista de sua banda, Equipe Samurai. Ele estava sempre disposto a ajudar alguém em necessidade ou ser seu amigo, e, muitas vezes, buscava a atenção da líder de torcida Jennifer Doyle, às vezes tendo relacionamentos com ela, mesmo competindo com Malcolm Frink por ela. Ele tentou até ser amigo de Malcolm, embora ele nunca tenha retornado o favor. Ele também ama a sua (invisível) irmã, Elizabeth, embora muitas vezes sintam-se incomodados por suas travessuras.
- Tanker - O baterista da banda e um atleta estereotipado, retratado por Kevin Castro. Gosta de futebol americano. Ele tem um fraco por Sydney, admirando sua inteligência. Ele sempre tem um grande apetite, e, tal como evidenciado no episódio "uma quebra na cadeia alimentar", ele fica louco se não comer nada por um período de tempo. Ele também tem uma forte antipatia com Malcolm Frink. No Ciberespaço, Tanker usa o uniforme do motociclista: um terno preto com um capacete preto e uma viseira.
- Sydney "Syd" Forrester - O cérebro do grupo, é a tecladista da banda. Ela também canta bem, como mostrado em "Sua Master's Voice". Ela é uma das mais brilhantes do North Valley High's, e muitas vezes exibida como uma personalidade solidária. Ela é o amor do Tanker, e os dois gostam um do outro. O uniforme de Sydney no Ciberespaço é uma motociclista rosa com um capacete dourado e uma viseira. Ela é retratada por Robin Mary Florence.
- Amp Ere - Amp é chamado de "espaço cadete" e baixista da banda. Ele se tornou o baixista após  revelar que seu irmão (que estava originalmente destinado a juntar-se a eles, em vez de ampere) ia voltar para a faculdade. Sua inteligência era curiosa, pois ele era fechado quanto ao seu entorno, e exibe incomum intelecto. Ele tinha uma forma pouco ortodoxa de executar tarefas, como escrever em um caderno com os seus dedos, ou estudando enquanto comia páginas de livro com leite e açúcar. Para entrar no Ciberespaço, ele sempre utilizou uma frase diferente para ser bem-humorado. O uniforme de Amp é um capacete de helicóptero e jaqueta de couro. Mais tarde foi revelado que que Amp é um alienígena e volta para seu próprio planeta com seus pais escondido. Ele é retratado por Troy Slaten.
- Lucky London - Lucky é um surfista e foi substituto de Amp na equipa Samurai. É descontraído. No Ciberespaço, o uniforme de Lucky consistiu de um capacete de Jetski vermelho e branco com viseira preta e um colete salva-vidas. Ele é retratado por Rembrandt Sabelis.

### Vilões
- Kilokahn - Kilometric Knowledge-base Animate Human Nullity. (Nulidade Humana Animada Baseado em Conhecimento Quilométrico)  Um programa de inteligência artificial militar que lança vírus para atacar grandes sistemas computacionais. Ele se refere aos seres humanos como "pedaço de carne". Kilokahn considera-se o governante do mundo digital e também quer dominar o mundo começando com o mundo da rede de computadores. A voz dele é feita por Tim Curry.
- Malcolm Frink - Um solitário que se veste de preto e farda também participa do North Valley High's. Ele só encontra companhia em Kilokahn. Sam vê que Malcolm está sozinho e tenta fazer amizade com ele, mas Malcolm rejeita, afirmando que gosta de ficar sozinho. Malcolm gosta de ferir outras pessoas com o seu vírus de computador, que ele cria e Kilokahn traz à vida. Apesar de Kilokahn regularmente traí-lo, sem qualquer outro amigo Malcolm sempre volta para ele. Ele mesmo restaura Kilokahn propositadamente para a sua auto sociopatia depois que ele se encontra temporariamente inofensivo. Ele é retratado por Glen Beaudin.

## Programa Arsenal

### Xenon
- Xenon: Um poderoso robô humanóide criado quando Vitor, Tracto e Borr combinam-se. Quando se combina com Servo, formam o upgrade de Servo, SYNCHRO, que está armado com um par de mísseis de perfuração nos ombros.
  - Vitor: Um tanque preto e laranja com perfuradoras gêmeas que pode desaparecer no subsolo, seu condutor é Amp (e mais tarde Lucky). Sydney o pilotou 1 vez mas teve problemas ao dirigi-lo. Além disso, um famoso jogador de basquete - Charles "High Jump" Johnson - foi arrastado para lutar contra um monstro Megavírus como um condutor temporário. Vitor forma as gauntlets e armadura de ombro de Synchro; e parte superior do tronco e pernas de Xenon .
  - Tracto:  Um minitanque azul com lasers; seu motorista é Tanker.  Tracto forma as botas de Synchro e pernas de Xenon.
  - Borr: Um jato vermelho com lasers, mísseis e uma plataforma para restringir monstros; seu piloto é Sydney. Uma vez foi pilotado por Amp, que teve problemas ao pilotar. Borr forma o capacete e armadura de Synchro e a cabeça, braços e peito de Xenon.

### Drago
- Drago:  Um Dragão mecânico formado quando Jamba e Torb se unem. Foi quase sempre pilotado por Tanker, e, ocasionalmente, por Sydney. Mais tarde na série, Jamba e Torb iriam apenas aparecer como um único avião de caça e foi pilotado pelos dois e, eventualmente, apenas transformava-se em Drago. Quando se combina com Servo, formam o upgrade de Servo, PHORMO. Phormo está armado com um par de Luvas laser de cano comprido. 
  - Jamb:  Uma cabeça de dragão mini-jato que funciona também como uma Bazuca, conhecida como o Dragon Cannon, que é utilizado por Servo. Seu principal piloto é Sydney.
  - Torb: Um jato gigantesco com várias armas. Seu principal piloto é Tanker.

## Dubladores
- Estúdio: Gota Mágica
- Narrador: Jonas Mello

- Sam - Hermes Baroli
- Tanker - Wendel Bezerra
- Sydney - Letícia Quinto
- Amp - Marcelo Campos
- Jennifer - Noeli Santisteban
- Yolanda - Eleonora Prado
- Diretor Pratchert - Carlos Silveira
- Sra. Starkey - Zaíra Zordan
- Malcolm - Orlando Viggiani
- Kilokahn - Gilberto Barolli